# Eastern Professional Hockey League 1960/61
Die Saison 1960/61 war die zweite reguläre Saison der Eastern Professional Hockey League. Die sechs Teams absolvierten in der regulären Saison je 70 Begegnungen. Die Eastern Professional Hockey League wurde in einer Division ausgespielt. Das punktbeste Team der regulären Saison waren die Hull-Ottawa Canadiens, die sich ebenfalls in den Finalspielen um die Tom Foley Memorial Trophy durchsetzten.

## Teamänderungen
Folgende Änderungen wurden im Laufe der Saison vorgenommen:
- Die Lions de Trois-Rivières stellten den Spielbetrieb ein.
- Die Kitchener-Waterloo Beavers wurden als Expansionsteam in die Liga aufgenommen.

## Reguläre Saison

### Abschlusstabellen
Abkürzungen: GP = Spiele, W = Siege, L = Niederlagen, T = Unentschieden, OTL = Niederlage nach Overtime, GF = Erzielte Tore, GA = Gegentore, Pts = Punkte
| Eastern Professional Hockey League | GP | W  | L  | OTL | GF  | GA  | Pts |
| ---------------------------------- | -- | -- | -- | --- | --- | --- | --- |
| Hull-Ottawa Canadiens              | 70 | 41 | 20 | 9   | 268 | 187 | 91  |
| Kitchener-Waterloo Beavers         | 70 | 31 | 28 | 11  | 220 | 215 | 73  |
| Sault Ste. Marie Thunderbirds      | 70 | 32 | 29 | 9   | 236 | 234 | 73  |
| Kingston Frontenacs                | 70 | 29 | 33 | 8   | 259 | 269 | 66  |
| Sudbury Wolves                     | 70 | 28 | 33 | 9   | 236 | 257 | 65  |
| Royaux de Montréal                 | 70 | 19 | 37 | 14  | 167 | 224 | 52  |

## Tom-Foley-Memorial-Trophy-Playoffs
|  | Halbfinale | Halbfinale                    | Halbfinale |  |  | Finale | Finale                        | Finale |
|  |            |                               |            |  |  |        |                               |        |
|  |            |                               |            |  |  |        |                               |        |
|  | 1          | Hull-Ottawa Canadiens         | 4          |  |  |        |                               |        |
|  | 3          | Kitchener-Waterloo Beavers    | 3          |  |  |        |                               |        |
|  |            |                               |            |  |  | 1      | Hull-Ottawa Canadiens         | 4      |
|  |            |                               |            |  |  | 2      | Sault Ste. Marie Thunderbirds | 3      |
|  | 2          | Sault Ste. Marie Thunderbirds | 4          |  |  |        |                               |        |
|  | 4          | Kingston Frontenacs           | 1          |  |  |        |                               |        |
|  |            |                               |            |  |  |        |                               |        |